# Euptilopareia vicinalis
Euptilopareia vicinalis là một loài ruồi trong họ Tachinidae.